# Barkin Ladi
Barkin Ladi è una città della Repubblica Federale della Nigeria appartenente allo Stato di Plateau. È capoluogo dell'omonima area a governo locale (local government area) che si estende su una superficie di 1.032 km² e conta una popolazione di 175.267 abitanti.